# Laurent Poujois
 (octobre 2009).
Si vous disposez d'ouvrages ou d'articles de référence ou si vous connaissez des sites web de qualité traitant du thème abordé ici, merci de compléter l'article en donnant les références utiles à sa vérifiabilité et en les liant à la section « Notes et références ».
Laurent Poujois, né le 28 août 1964 en région parisienne, est un écrivain français. Il s'établit à Grenoble à l'âge de 16 ans.

## Biographie
Passionné par les livres dès son plus jeune âge, découvrant l'imaginaire avec Jules Verne, Laurent Poujois écrit sa première nouvelle à 15 ans, sur les traces de Lovecraft, l'un de ses auteurs fétiches. À 18 ans, un premier roman restera sans suite et l'auteur s'engage dans de longues études de médecine.
Il crée en parallèle une société de production avec quelques amis, « Les Frères de la Côte Production », au sein de laquelle il réalise des courts métrages : La Longue Nuit, Longboarders, une publicité 35 mm et de nombreux reportages axés sur le monde de la glisse.
Il revient ensuite au monde du roman et entame une série pour la jeunesse intitulée Les Enfants du Rêve dont les deux premiers tomes, Le Monde éveillé et Les voyageurs d'Ulthar sont parus en novembre 2006 et mars 2007 aux éditions Milan.
Il a écrit un nouveau roman, L'Ange blond, thriller d'espionnage sur fond d'empire napoléonien qui vient de remporter le prix Révélation 2010 du festival Les futuriales d'Aulnay-sous-Bois.
Il a participé à l'ouvrage Kadath, le guide de la cité inconnue, ed. Mnémos, 2010, en collaboration avec David Camus, Mélanie Fazi et Raphaël Granier de Cassagnac, illustré par Nicolas Fructus, d'après l'œuvre de H.P. Lovecraft (Prix Imaginales 2011)
Il travaille également sur plusieurs projets de films et de jeux vidéo.
Outre son activité d'écrivain, Laurent Poujois travaille aussi comme aide-opératoire dans une clinique grenobloise.